# Жамбыл (Коксуский район)
Жамбыл (каз. Жамбыл) — село в Коксуском районе Жетысуской области Казахстана. Входит в состав Лабасинского сельского округа. Код КАТО — 194847300.

## Население
В 1999 году население села составляло 1309 человек (626 мужчин и 683 женщины). По данным переписи 2009 года, в селе проживало 919 человек (471 мужчина и 448 женщин).